# Ero madagascariensis
Ero madagascariensis är en spindelart som beskrevs av Emerit 1996. Ero madagascariensis ingår i släktet Ero och familjen kaparspindlar.
Artens utbredningsområde är Madagaskar. Inga underarter finns listade i Catalogue of Life.